# シルバーハット
シルバーハットは建築家の伊東豊雄の自邸。

## 概要
東京都中野区にあり、伊東自身が設計した。「White U」とは逆に、メタルを素材とした架講で開放的な作品である。伊東の1980年代の代表作であり、1986年日本建築学会賞作品部門を受賞した。構造は、鉄筋コンクリートの柱の上に鉄骨フレームの屋根を架け、コートの上部に吊らされた開閉可能なテントより通風・日照を調整することで、コートを半屋外の居住空間として利用できる。
郵便配達の人に、シルバーハットを犬の調教場だと思われていたというエピソードを、伊東自身が明らかにしている。
2011年に、愛媛県の今治市伊東豊雄建築ミュージアムに移築された。